# Потрясающие вольные птицы
«Потрясающие вольные птицы» (англ. The Fabulous Freebirds) — команда в рестлинге, получившая известность в 1980-х годах и выступавшая в 1990-х годах. Обычно команда состояла из трёх рестлеров, хотя в разных ситуациях и в разные периоды её истории под именем «Вольные птицы» выступали только двое. Версия «Вольных птиц» в составе Майкла Хейса, Бадди Робертса и Терри Горди была включена в Зал славы рестлинга в 2015 году, а состав из Хейс, Робертс, Горди и Джимми Гарвина был включен в Зал славы WWE в 2016 году.

## Вступительная музыка
Концепция «Вольных птиц» была в значительной степени заимствована из песни Lynyrd Skynyrd «Free Bird». На протяжении большей части раннего существования команды эта песня использовалась в качестве вступительной музыки как на телевидении, так и во время живых выступлений. Иногда они выходили на ринг под исполнение песни Вилли Нельсона «Georgia on My Mind». Иногда «Вольных птиц» считают первыми рестлерами, использовавшими музыку для выхода на ринг, хотя другие рестлеры, включая Великолепного Джорджа, использовавшего «Торжественные и церемониальные марши», появились раньше «Вольных птиц».
В середине 1980-х годов ряд североамериканских рестлинг-промоушенов, которые лицензировали музыку, защищенную авторскими правами, столкнулись с трудностями в продлении лицензий. Другие промоушены, которые не лицензировали музыку, оказались под пристальным вниманием за такую практику. Промоушены начали искать решения. WWF, нанявшая в 1985 году Джимми Харта и Джима Джонстона, использовала их для написания и продюсирования музыки, авторские права на которую могли контролироваться компанией. Примерно в это же время Хейс записал песню «Badstreet USA» и выпустил клип, в котором приняли участие другие члены «Птиц», а также молодой Джим Росс. С тех пор эта песня в основном использовалась как вступительная музыка для «Вольных птиц», хотя иногда они использовали и другие песни.

## Правило вольных птиц
Во время карьеры Вольных птиц в National Wrestling Alliance они выиграли несколько региональных командных титулов. Пока они владели титулом, промоутеры добавили команде особенность — «Правило вольных птиц» (англ. The Freebird Rule), который позволял любым двум из трех членов команды защищать титул на любом шоу. Это правило было повторно использовано рядом других компаний, когда команда из трех (или более) человек выигрывала командный титул.